# Alice Middleton Boring
Alice Middleton Boring (Filadelfia, 22 febbraio 1883 – Cambridge, 18 settembre 1955) è stata una biologa e zoologa statunitense.

## Biografia
Studiò al Bryn Mawr College dove conseguì il Bachelor of Arts nel 1904, e la laurea in medicina nel 1910. Ella poi iniziò la carriera di citologa e genetista. Dal 1910 al 1918 insegnò zoologia all'università del Maine.
Dal 1923 al 1950 lavorò alla Yenching University, in Cina. Durante la seconda guerra mondiale trascorse un periodo in un campo di concentramento, ma poi riuscì a tornare in America. Dopo la guerra ritornò in Cina per pochi anni, ma trascorse i suoi ultimi anni allo Smith College. È nota per aver diffuso la conoscenza degli anfibi e rettili cinesi in Occidente.